# Llista de monuments de Mataró (perifèria)
Llista de monuments de Mataró inclosos en l'Inventari del Patrimoni Arquitectònic Català per als barris perifèrics Mataró, tret del barri del Centre. Inclou els inscrits en el Registre de Béns Culturals d'Interès Nacional (BCIN) amb la classificació de monuments històrics, els Béns Culturals d'Interès Local (BCIL) de caràcter arquitectònic i la resta de béns integrants del patrimoni cultural català.
La llista inclou els barris de l'Eixample, Palau-Escorxador, Rocafonda, Vista Alegre, Molins-Torner, Cirera, la Llàntia, Cerdanyola, Peramàs i Pla d'en Boet.
| Monument                                                               | Protecció    | Estil/època                        | Localització                                                      | Coordenades                                          | Codi?         | Imatge |
| ---------------------------------------------------------------------- | ------------ | ---------------------------------- | ----------------------------------------------------------------- | ---------------------------------------------------- | ------------- | --- |
| Torre de Can Palauet                                                   | BCIN 159-MH  | Renaixement XVI                    | Mataró Rda. President Tarradellas                                 | 41° 32′ 20″ N, 2° 25′ 13″ E / 41.538972°N,2.420139°E | RI-51-0005008 | Torre de Can Palauet (Mataró) · Vegeu més fotos d'aquest monument · Carregueu una nova foto d'aquest monument                            |
| Torre de defensa de Can Tria de la Mata                                | BCIN 1039-MH | Obra popular, renaixement XVI-XVII | Mataró Veïnat de Mata, ctra. a Llavaneres km 3                    | 41° 33′ 55″ N, 2° 27′ 49″ E / 41.5652°N,2.4636333°E  | RI-51-0005538 | Torre de defensa de Can Tria de la Mata (Mataró) · Vegeu més fotos d'aquest monument · Carregueu una nova foto d'aquest monument         |
| Convent de les Monges Caputxines                                       | BCIL 2003    | Neoclassicisme XVIII               | Mataró C. Esplanada de les Caputxines, 59                         | 41° 32′ 43″ N, 2° 26′ 41″ E / 41.54522°N,2.44475°E   | IPA-414       | Convent de les Monges Caputxines (Mataró) · Vegeu més fotos d'aquest monument · Carregueu una nova foto d'aquest monument                |
| Masia les Esmandies                                                    | BCIL 2003    | Obra popular XVII                  | Mataró C. Pintor Marià Andreu, 12                                 | 41° 32′ 23″ N, 2° 26′ 05″ E / 41.53978°N,2.43478°E   | IPA-415       | Masia les Esmandies (Mataró) · Vegeu més fotos d'aquest monument · Carregueu una nova foto d'aquest monument                             |
| Can Palauet                                                            |              | Gòtic tardà, obra popular XVI      | Mataró Baixada de Can Badó del Sorrai                             | 41° 32′ 20″ N, 2° 25′ 13″ E / 41.5389°N,2.42032°E    | IPA-8635      | Can Palauet (Mataró) · Vegeu més fotos d'aquest monument · Carregueu una nova foto d'aquest monument                                     |
| Can Tria de la Mata                                                    | BCIL 2003    | Gòtic-renaixement XVI              | Mataró                                                            | 41° 33′ 55″ N, 2° 27′ 51″ E / 41.56524°N,2.46416°E   | IPA-8636      | Can Tria de la Mata (Mataró) · Vegeu més fotos d'aquest monument · Carregueu una nova foto d'aquest monument                             |
| Can Bartra                                                             | BCIL 2003    | Modernisme XIX Final               | Mataró Av. Puig i Cadafalch, 48. Urbanització Sant Salvador       | 41° 32′ 29″ N, 2° 25′ 57″ E / 41.54149°N,2.4324°E    | IPA-8637      | Can Bartra (Mataró) · Vegeu més fotos d'aquest monument · Carregueu una nova foto d'aquest monument                                      |
| Xemeneia de Ca l'Ymbern                                                | BCIL 2003    | Obra popular XIX Final             | Mataró C. Miquel Biada, 1 - pl. de Ca l'Ymbern                    | 41° 32′ 16″ N, 2° 26′ 17″ E / 41.537683°N,2.438067°E | IPA-8641      | Xemeneia Ca l'Ymbern (Mataró) · Vegeu més fotos d'aquest monument · Carregueu una nova foto d'aquest monument                            |
| Cementiri dels Caputxins, o Cementiri catòlic de Mataró                | BCIL 2003    | Neoclassicisme XIX                 | Mataró Pg. Dr. Cabanelles - pg. dels Molins                       | 41° 32′ 54″ N, 2° 26′ 43″ E / 41.548247°N,2.445251°E | IPA-8644      | Cementiri dels Caputxins (Mataró) · Vegeu més fotos d'aquest monument · Carregueu una nova foto d'aquest monument                        |
| Plaça d'Antonio Machado                                                |              | Obra popular XX                    | Mataró Rda. Dr. Ferran - Torrent Pólvora                          | 41° 32′ 49″ N, 2° 26′ 07″ E / 41.54684°N,2.43521°E   | IPA-8647      | Plaça d'Antonio Machado (Mataró) · Vegeu més fotos d'aquest monument · Carregueu una nova foto d'aquest monument                         |
| Les Cases Barates, Grup Goya                                           | BCIL 2003    | Noucentisme XX Inici               | Mataró C. Maluquer, 22-33 - rda. Prim                             | 41° 32′ 17″ N, 2° 26′ 05″ E / 41.53805°N,2.4347°E    | IPA-8649      | Les Cases Barates (Mataró) · Vegeu més fotos d'aquest monument · Carregueu una nova foto d'aquest monument                               |
| Hospital de Sant Jaume i Santa Magdalena                               | BCIL 2003    | Neoclassicisme XVIII               | Mataró Sant Pelegrí - c. Hospital, 31                             | 41° 32′ 22″ N, 2° 26′ 56″ E / 41.53958°N,2.44902°E   | IPA-8654      | Hospital de Sant Jaume i Santa Magdalena (Mataró) · Vegeu més fotos d'aquest monument · Carregueu una nova foto d'aquest monument        |
| Mas Fogueres                                                           | BCIL 2003    | Obra popular XVII                  | Mataró Baixada d'en Massot, 15, 15 bis i 17                       | 41° 32′ 33″ N, 2° 26′ 50″ E / 41.54247°N,2.4472°E    | IPA-8667      | Mas Fogueres (Mataró) · Vegeu més fotos d'aquest monument · Carregueu una nova foto d'aquest monument                                    |
| Convent de les Serves de Maria                                         | BCIL 2003    | Historicisme XIX                   | Mataró C. Onofre Arnau, 33-35                                     | 41° 32′ 34″ N, 2° 26′ 41″ E / 41.54274°N,2.44469°E   | IPA-8672      | Convent de les Serves de Maria (Mataró) · Vegeu més fotos d'aquest monument · Carregueu una nova foto d'aquest monument                  |
| Ermita de Sant Miquel de Mata                                          | BCIL 2003    | Gòtic XV                           | Mataró Veïnat de Mata                                             | 41° 34′ 09″ N, 2° 27′ 50″ E / 41.56905°N,2.46396°E   | IPA-8673      | Ermita de Sant Miquel de Mata (Mataró) · Vegeu més fotos d'aquest monument · Carregueu una nova foto d'aquest monument                   |
| Ermita de Sant Martí de Mata                                           | BCIL 2003    | Romànic XI                         | Mataró Veïnat de Mata                                             | 41° 34′ 22″ N, 2° 27′ 32″ E / 41.57286°N,2.45898°E   | IPA-8674      | Ermita de Sant Martí de Mata (Mataró) · Vegeu més fotos d'aquest monument · Carregueu una nova foto d'aquest monument                    |
| Escorxador municipal                                                   | BCIL 2003    | Modernisme XX Inici                | Mataró C. Prat de la Riba                                         | 41° 32′ 40″ N, 2° 27′ 12″ E / 41.54438°N,2.45337°E   | IPA-8675      | Escorxador municipal (Mataró) · Vegeu més fotos d'aquest monument · Carregueu una nova foto d'aquest monument                            |
| Font del Primer de Maig                                                | BCIL 2003    | Obra popular XX                    | Mataró Pl. del Primer de Maig                                     | 41° 32′ 52″ N, 2° 26′ 38″ E / 41.54774°N,2.44375°E   | IPA-8676      | Font del Primer de Maig (Mataró) · Vegeu més fotos d'aquest monument · Carregueu una nova foto d'aquest monument                         |
| Escoles Salesianes Sant Antoni de Pàdua                                |              | Eclecticisme XX Inici              | Mataró Av. Puig i Cadafalch, 80                                   | 41° 32′ 27″ N, 2° 25′ 50″ E / 41.54073°N,2.43047°E   | IPA-8679      | Escoles Salesianes Sant Antoni de Pàdua (Mataró) · Vegeu més fotos d'aquest monument · Carregueu una nova foto d'aquest monument         |
| Escola Maristes Valldemia (Col·legi Valldemia)                         | BCIL 2003    | Eclecticisme, noucentisme XIX, XX  | Mataró La Riera - pl. Espanya                                     | 41° 32′ 40″ N, 2° 26′ 33″ E / 41.54445°N,2.44263°E   | IPA-8680      | Escola Maristes Valldemia (Mataró) · Vegeu més fotos d'aquest monument · Carregueu una nova foto d'aquest monument                       |
| Pati de Can Marchal                                                    |              | Obra popular XX Final              | Mataró                                                            | 41° 32′ 19″ N, 2° 26′ 22″ E / 41.53874°N,2.43944°E   | IPA-8703      | Pati de Can Marchal (Mataró) · Vegeu més fotos d'aquest monument · Carregueu una nova foto d'aquest monument                             |
| Capelleta de camí o de terme                                           |              | Obra popular XIX                   | Mataró Ctra. comarcal Mataró-Argentona                            |                                                      | IPA-8704      | Carregueu una nova foto d'aquest monument                                                                                                |
| Can Boet                                                               | BCIL 2003    | Obra popular, neoclassicisme XVIII | Mataró Pla de Can Boet                                            | 41° 31′ 49″ N, 2° 25′ 59″ E / 41.53022°N,2.43294°E   | IPA-8705      | Can Boet (Mataró) · Vegeu més fotos d'aquest monument · Carregueu una nova foto d'aquest monument                                        |
| Capella de camí                                                        |              | Obra popular XX                    | Mataró Ctra. N-II                                                 |                                                      | IPA-8706      | Capella de camí (Mataró) · Vegeu més fotos d'aquest monument · Carregueu una nova foto d'aquest monument                                 |
| Can Boada                                                              | BCIL 2003    | Historicisme XIX                   | Mataró Via Europa - c. Pirineus, 17                               | 41° 32′ 31″ N, 2° 26′ 02″ E / 41.54189°N,2.43381°E   | IPA-8707      | Can Boada (Mataró) · Vegeu més fotos d'aquest monument · Carregueu una nova foto d'aquest monument                                       |
| Can Vilardell Vell                                                     | BCIL 2003    | Gòtic, barroc XVI, XVII, XVIII     | Mataró Veïnat de Cirera                                           | 41° 33′ 47″ N, 2° 25′ 46″ E / 41.56306°N,2.42956°E   | IPA-8708      | Can Vilardell Vell (Mataró) · Vegeu més fotos d'aquest monument · Carregueu una nova foto d'aquest monument                              |
| Ermita de Sant Simó                                                    | BCIL 2003    | Barroc XVI                         | Mataró Camí Ral - ctra. de França                                 | 41° 32′ 30″ N, 2° 27′ 26″ E / 41.54179°N,2.45726°E   | IPA-8712      | Ermita de Sant Simó (Mataró) · Vegeu més fotos d'aquest monument · Carregueu una nova foto d'aquest monument                             |
| Can Català, o Can Boter                                                | BCIL 2003    | Barroc XVII                        | Mataró Veïnat de Valldeix                                         | 41° 33′ 35″ N, 2° 26′ 51″ E / 41.55976°N,2.44737°E   | IPA-8714      | Can Català (Mataró) · Vegeu més fotos d'aquest monument · Carregueu una nova foto d'aquest monument                                      |
| Ermita de Santa Rita de Valldeix                                       | BCIL 2003    | Historicisme XI, XIX               | Mataró Can Miró                                                   | 41° 33′ 50″ N, 2° 26′ 50″ E / 41.56402°N,2.44728°E   | IPA-8715      | Ermita de Santa Rita de Valldeix (Mataró) · Vegeu més fotos d'aquest monument · Carregueu una nova foto d'aquest monument                |
| Can Torres                                                             | BCIL 2003    | Obra popular XVII                  | Mataró Veïnat de Valldeix                                         | 41° 33′ 53″ N, 2° 26′ 35″ E / 41.56485°N,2.44313°E   | IPA-8716      | Can Torres (Mataró) · Vegeu més fotos d'aquest monument · Carregueu una nova foto d'aquest monument                                      |
| Escola Menéndez Pelayo                                                 | BCIL 2003    | XIX Final                          | Mataró C. Alarcón, 27                                             | 41° 32′ 38″ N, 2° 26′ 56″ E / 41.543773°N,2.448846°E | IPA-33580     | Escola Menéndez Pelayo (Mataró) · Vegeu més fotos d'aquest monument · Carregueu una nova foto d'aquest monument                          |
| Can Cabanelles                                                         | BCIL 2003    | Historicisme XIX Final             | Mataró C. Cabanelles, 2                                           | 41° 32′ 46″ N, 2° 26′ 43″ E / 41.546200°N,2.445204°E | IPA-33612     | Can Cabanelles (Mataró) · Vegeu més fotos d'aquest monument · Carregueu una nova foto d'aquest monument                                  |
| Tanca i portalada del Parc Central                                     | BCIL 2003    | XX Mitjan                          | Mataró Pl. d'Espanya                                              | 41° 32′ 41″ N, 2° 26′ 31″ E / 41.544789°N,2.441931°E | IPA-33620     | Tanca i portalada del parc (Mataró) · Vegeu més fotos d'aquest monument · Carregueu una nova foto d'aquest monument                      |
| Edificis a l'esplanada de les Caputxines, 45-57                        | BCIL 2003    | XVIII                              | Mataró Esplanada de les Caputxines, 45-47-49-51-53-55-57 i 57 bis | 41° 32′ 38″ N, 2° 26′ 42″ E / 41.543957°N,2.445092°E | IPA-33621     | Edificis a l'esplanada de les Caputxines, 45-57 (Mataró) · Vegeu més fotos d'aquest monument · Carregueu una nova foto d'aquest monument |
| Casa del Capellà                                                       | BCIL 2003    | Historicisme XIX                   | Mataró Esplanada de les Caputxines, 72                            | 41° 32′ 40″ N, 2° 26′ 43″ E / 41.544540°N,2.445350°E | IPA-33629     | Casa del Capellà (Mataró) · Vegeu més fotos d'aquest monument · Carregueu una nova foto d'aquest monument                                |
| Torre al carrer Jaume Isern, 55                                        | BCIL 2003    | Historicisme XIX Final             | Mataró C. Jaume Isern, 55                                         | 41° 32′ 25″ N, 2° 26′ 14″ E / 41.540344°N,2.437306°E | IPA-33637     | Torre al carrer Jaume Isern, 55 (Mataró) · Vegeu més fotos d'aquest monument · Carregueu una nova foto d'aquest monument                 |
| Fàbrica de Can Marfà                                                   | BCIL 2003    | XIX Final                          | Mataró C. Jordi Joan, 5                                           | 41° 32′ 22″ N, 2° 27′ 04″ E / 41.539510°N,2.451172°E | IPA-33638     | Fàbrica de Can Marfà (Mataró) · Vegeu més fotos d'aquest monument · Carregueu una nova foto d'aquest monument                            |
| Bòbila del camí del Mig                                                | BCIL 2003    | XIX Mitjan                         | Mataró Camí del Mig, 64                                           | 41° 32′ 08″ N, 2° 25′ 41″ E / 41.535450°N,2.428081°E | IPA-33639     | Bòbila del camí del Mig (Mataró) · Vegeu més fotos d'aquest monument · Carregueu una nova foto d'aquest monument                         |
| Les Cases Barates, Grup Goya                                           | BCIL 2003    | Noucentisme XX Inici               | Mataró C. Moragas, 8 al 21                                        | 41° 32′ 18″ N, 2° 26′ 07″ E / 41.538235°N,2.435232°E | IPA-33642     | Les Cases Barates (Mataró) · Vegeu més fotos d'aquest monument · Carregueu una nova foto d'aquest monument                               |
| Escola Santa Bernadeta                                                 | BCIL 2003    | XX Mitjan                          | Mataró C. Prat de la Riba, 75                                     | 41° 32′ 39″ N, 2° 27′ 02″ E / 41.544250°N,2.450616°E | IPA-33660     | Escola Santa Bernadeta (Mataró) · Vegeu més fotos d'aquest monument · Carregueu una nova foto d'aquest monument                          |
| Can Campoy                                                             | BCIL 2003    | Racionalisme XX Mitjan             | Mataró La Riera, 139-141                                          | 41° 32′ 20″ N, 2° 26′ 10″ E / 41.538960°N,2.436113°E | IPA-33697     | Can Campoy (Mataró) · Vegeu més fotos d'aquest monument · Carregueu una nova foto d'aquest monument                                      |
| Can Sidro de la Bomba                                                  | BCIL 2003    |                                    | Mataró Pla d'en Boet                                              | 41° 34′ 08″ N, 2° 25′ 53″ E / 41.568760°N,2.431428°E | IPA-33762     | Can Sidro de la Bomba (Mataró) · Vegeu més fotos d'aquest monument · Carregueu una nova foto d'aquest monument                           |
| Can Pineda, Torre Blanca                                               | BCIL 2003    | XIX                                | Mataró Veïnat de Mata, 31                                         | 41° 33′ 52″ N, 2° 27′ 43″ E / 41.564547°N,2.461940°E | IPA-33766     | Can Pineda (Mataró) · Modifica el valor a Wikidata · Carregueu una nova foto d'aquest monument                                           |
| Torre de Can Triter, Masia d'Onofre Arnau, o Torre de Can Tria de Mata | BCIL 2003    | XV                                 | Mataró Veïnat de Mata                                             | 41° 33′ 18″ N, 2° 28′ 07″ E / 41.554888°N,2.468585°E | IPA-33767     | Torre de Can Triter (Mataró) · Vegeu més fotos d'aquest monument · Carregueu una nova foto d'aquest monument                             |
| Can Dorda                                                              | BCIL 2003    | Barroc XVII                        | Mataró Veïnat de Mata                                             | 41° 34′ 08″ N, 2° 25′ 53″ E / 41.568760°N,2.431428°E | IPA-33768     | Can Dorda (Mataró) · Modifica el valor a Wikidata · Carregueu una nova foto d'aquest monument                                            |
| Can Flaquer, o Can Flequer                                             | BCIL 2003    | Obra popular XVII, XIX             | Mataró Veïnat de Mata, 5                                          | 41° 34′ 21″ N, 2° 27′ 31″ E / 41.572422°N,2.458540°E | IPA-33769     | Carregueu una nova foto d'aquest monument                                                                                                |
| Can Guanyabens                                                         | BCIL 2003    | Obra popular XVII, XIX Final       | Mataró Veïnat de Mata                                             | 41° 34′ 01″ N, 2° 27′ 51″ E / 41.567066°N,2.464102°E | IPA-33770     | Can Guanyabens (Mataró) · Modifica el valor a Wikidata · Carregueu una nova foto d'aquest monument                                       |
| Can Monjo                                                              | BCIL 2003    | Obra popular XVIII                 | Mataró Veïnat de Mata                                             | 41° 34′ 09″ N, 2° 27′ 50″ E / 41.569073°N,2.463870°E | IPA-33771     | Can Monjo (Mataró) · Modifica el valor a Wikidata · Carregueu una nova foto d'aquest monument                                            |
| Can Pou                                                                | BCIL 2003    | Obra popular XVIII Inici           | Mataró Veïnat de Mata                                             | 41° 33′ 32″ N, 2° 28′ 17″ E / 41.559016°N,2.471424°E | IPA-33772     | Can Pou (Mataró) · Modifica el valor a Wikidata · Carregueu una nova foto d'aquest monument                                              |
| Can Riera                                                              | BCIL 2003    | Obra popular XVIII, XIX, XX        | Mataró Veïnat de Mata                                             | 41° 34′ 21″ N, 2° 27′ 41″ E / 41.572509°N,2.461309°E | IPA-33773     | Can Riera (Mataró) · Modifica el valor a Wikidata · Carregueu una nova foto d'aquest monument                                            |
| Can Segura                                                             | BCIL 2003    | XVII, XX                           | Mataró Veïnat de Mata                                             | 41° 34′ 17″ N, 2° 28′ 05″ E / 41.571344°N,2.467935°E | IPA-33783     | Can Segura (Mataró) · Modifica el valor a Wikidata · Carregueu una nova foto d'aquest monument                                           |
| Can Xerrac                                                             | BCIL 2003    | Obra popular XVIII                 | Mataró Veïnat de Mata                                             | 41° 34′ 48″ N, 2° 27′ 23″ E / 41.579955°N,2.456282°E | IPA-33784     | Carregueu una nova foto d'aquest monument                                                                                                |
| Ca l'Ametller                                                          | BCIL 2003    | Obra popular XVI, XVII, XVIII      | Mataró Veïnat de Valldeix, 48                                     | 41° 33′ 51″ N, 2° 26′ 36″ E / 41.564175°N,2.443372°E | IPA-33785     | Ca l'Ametller (Mataró) · Vegeu més fotos d'aquest monument · Carregueu una nova foto d'aquest monument                                   |
| Can Feu                                                                | BCIL 2003    | Obra popular XVIII                 | Mataró Veïnat de Valldeix                                         | 41° 33′ 55″ N, 2° 26′ 33″ E / 41.565396°N,2.442576°E | IPA-33786     | Can Feu (Mataró) · Vegeu més fotos d'aquest monument · Carregueu una nova foto d'aquest monument                                         |
| Can Gener o Casa dels Lladres                                          | BCIL 2003    | Obra popular XVII, XIX             | Mataró Veïnat de Valldeix, 21                                     | 41° 33′ 56″ N, 2° 26′ 19″ E / 41.565431°N,2.438534°E | IPA-33787     | Can Gener (Mataró) · Vegeu més fotos d'aquest monument · Carregueu una nova foto d'aquest monument                                       |
| Can Portell Vell                                                       | BCIL 2003    | Obra popular XVII, XIX             | Mataró Veïnat de Valldeix, 34                                     | 41° 33′ 34″ N, 2° 26′ 54″ E / 41.559308°N,2.448348°E | IPA-33788     | Can Portell Vell (Mataró) · Vegeu més fotos d'aquest monument · Carregueu una nova foto d'aquest monument                                |
| Can Joaquim Serra                                                      | BCIL 2003    | Neoclassicisme XIX                 | Mataró Camí de Santa Rita, 19                                     | 41° 33′ 51″ N, 2° 26′ 50″ E / 41.564059°N,2.447271°E | IPA-33789     | Can Joaquim Serra (Mataró) · Vegeu més fotos d'aquest monument · Carregueu una nova foto d'aquest monument                               |
| Can Soler                                                              | BCIL 2003    |                                    | Mataró Veïnat de Valldeix                                         | 41° 34′ 07″ N, 2° 26′ 52″ E / 41.568551°N,2.447706°E | IPA-33790     | Can Soler (Mataró) · Vegeu més fotos d'aquest monument · Carregueu una nova foto d'aquest monument                                       |
| Habitatge a la ronda Alfons X, 100-110                                 | BCIL 2003    | XX Mitjan                          | Mataró Ronda Alfons X, 100-110                                    | 41° 32′ 44″ N, 2° 26′ 54″ E / 41.545617°N,2.448255°E | IPA-39698     | Habitatge a la ronda Alfons X, 100-110 (Mataró) · Vegeu més fotos d'aquest monument · Carregueu una nova foto d'aquest monument          |
| Xemeneia Fàbrica Minguell                                              | BCIL 2003    | Obra popular XIX Mitjan            | Mataró C. Puigblanc - c. Madoz                                    | 41° 32′ 30″ N, 2° 26′ 57″ E / 41.541726°N,2.449301°E | IPA-39699     | Xemeneia Fàbrica Minguell (Mataró) · Vegeu més fotos d'aquest monument · Carregueu una nova foto d'aquest monument                       |
| Cases de carrer al passeig del Callao                                  | BCIL 2003    | Obra popular XIX Final             | Mataró Pg. del Callao                                             | 41° 32′ 20″ N, 2° 27′ 15″ E / 41.538916°N,2.454102°E | IPA-39732     | Cases de carrer al passeig del Callao (Mataró) · Vegeu més fotos d'aquest monument · Carregueu una nova foto d'aquest monument           |
| Molí de Dalt                                                           | BCIL 2003    | Obra popular XVII                  | Mataró C. del Molí de Dalt                                        | 41° 32′ 58″ N, 2° 26′ 42″ E / 41.549397°N,2.444973°E | IPA-39733     | Molí de Dalt (Mataró) · Vegeu més fotos d'aquest monument · Carregueu una nova foto d'aquest monument                                    |
| Antic Salon Novedades                                                  | BCIL 2003    | Obra popular XIX Final             | Mataró Catalunya, 34                                              | 41° 32′ 25″ N, 2° 26′ 19″ E / 41.540364°N,2.438660°E | IPA-39745     | Antic Salon Novedades (Mataró) · Vegeu més fotos d'aquest monument · Carregueu una nova foto d'aquest monument                           |
| Capelleta de la Immaculada Concepció                                   | BCIL 2003    |                                    | Mataró C. Concepció, 12                                           | 41° 32′ 22″ N, 2° 26′ 25″ E / 41.539530°N,2.440412°E | IPA-39752     | Capelleta de la Immaculada Concepció (Mataró) · Vegeu més fotos d'aquest monument · Carregueu una nova foto d'aquest monument            |
| Can Masjuan, Casa Capell                                               | BCIL 2003    | Moviment modern XX Mitjan          | Mataró Av. Corregiment                                            | 41° 32′ 41″ N, 2° 26′ 16″ E / 41.544778°N,2.437759°E | IPA-39753     | Can Masjuan (Mataró) · Vegeu més fotos d'aquest monument · Carregueu una nova foto d'aquest monument                                     |
| Font i capelleta del Sant Crist                                        | BCIL 2003    | XX Final                           | Mataró Camí Fondo, 1                                              | 41° 32′ 35″ N, 2° 26′ 46″ E / 41.543071°N,2.446244°E | IPA-39760     | Font i capelleta del Sant Crist (Mataró) · Vegeu més fotos d'aquest monument · Carregueu una nova foto d'aquest monument                 |
| Fàbrica Fontdevila i Torres                                            | BCIL 2003    | XIX Final                          | Mataró C. Goya, 2                                                 | 41° 32′ 19″ N, 2° 26′ 14″ E / 41.538484°N,2.437358°E | IPA-39762     | Fàbrica Fontdevila i Torres (Mataró) · Vegeu més fotos d'aquest monument · Carregueu una nova foto d'aquest monument                     |
| Casa Francàs                                                           | BCIL 2003    | Historicisme XIX Final             | Mataró C. Guifré el Pelós, 3-5-7                                  | 41° 32′ 30″ N, 2° 26′ 27″ E / 41.541794°N,2.440944°E | IPA-39788     | Casa Francàs (Mataró) · Vegeu més fotos d'aquest monument · Carregueu una nova foto d'aquest monument                                    |
| Ca l'Ibern                                                             | BCIL 2003    | Historicisme XIX Final             | Mataró C. Guifré el Pelós, 20                                     | 41° 32′ 32″ N, 2° 26′ 28″ E / 41.542195°N,2.441036°E | IPA-39790     | Ca l'Ibern (Mataró) · Vegeu més fotos d'aquest monument · Carregueu una nova foto d'aquest monument                                      |
| Antiga Fàbrica Martorell Batlle                                        | BCIL 2003    | XIX Mitjan                         | Mataró C. l'Havana, 93                                            | 41° 32′ 27″ N, 2° 27′ 12″ E / 41.540790°N,2.453217°E | IPA-39791     | Antiga Fàbrica Martorell Batlle (Mataró) · Vegeu més fotos d'aquest monument · Carregueu una nova foto d'aquest monument                 |
| Xemeneia de Can Marfà                                                  | BCIL 2003    | XIX                                | Mataró C. Jordi Joan, 5                                           | 41° 32′ 21″ N, 2° 27′ 05″ E / 41.539200°N,2.451255°E | IPA-39793     | Xemeneia de Can Marfà (Mataró) · Vegeu més fotos d'aquest monument · Carregueu una nova foto d'aquest monument                           |
| Farinera Ylla i Aliberch                                               | BCIL 2003    | Noucentisme XX Mitjan              | Mataró Av. Maresme, 125                                           | 41° 31′ 55″ N, 2° 26′ 31″ E / 41.531861°N,2.441988°E | IPA-39797     | Farinera Ylla i Aliberch (Mataró) · Vegeu més fotos d'aquest monument · Carregueu una nova foto d'aquest monument                        |
| Antiga Fàbrica Mauri                                                   | BCIL 2003    | Obra popular XIX Mitjan            | Mataró C. Mitja Galta, 3                                          | 41° 32′ 28″ N, 2° 27′ 00″ E / 41.541020°N,2.450113°E | IPA-39803     | Antiga Fàbrica Mauri (Mataró) · Vegeu més fotos d'aquest monument · Carregueu una nova foto d'aquest monument                            |
| Capelleta de la Mare de Déu dels Àngels                                | BCIL 2003    |                                    | Mataró Portal de Valldeix, 12                                     | 41° 32′ 32″ N, 2° 26′ 46″ E / 41.542114°N,2.446183°E | IPA-39818     | Capelleta de la Mare de Déu dels Àngels (Mataró) · Vegeu més fotos d'aquest monument · Carregueu una nova foto d'aquest monument         |
| Antiga Fàbrica Colomer Germans                                         | BCIL 2003    | XIX Mitjan, XX                     | Mataró C. del Prat, 12                                            | 41° 32′ 28″ N, 2° 27′ 03″ E / 41.541122°N,2.450730°E | IPA-39819     | Antiga Fàbrica Colomer Germans (Mataró) · Vegeu més fotos d'aquest monument · Carregueu una nova foto d'aquest monument                  |
| Xemeneia Fàbrica Colomer                                               | BCIL 2003    | XIX Mitjan                         | Mataró C. del Prat, 12                                            | 41° 32′ 28″ N, 2° 27′ 02″ E / 41.541016°N,2.450606°E | IPA-39820     | Xemeneia Fàbrica Colomer (Mataró) · Vegeu més fotos d'aquest monument · Carregueu una nova foto d'aquest monument                        |
| Despatxos de Can Gassol                                                | BCIL 2003    | XX Inici                           | Mataró C. Prat de la Riba, 75                                     | 41° 32′ 41″ N, 2° 27′ 03″ E / 41.544661°N,2.450874°E | IPA-39822     | Despatxos de Can Gassol (Mataró) · Vegeu més fotos d'aquest monument · Carregueu una nova foto d'aquest monument                         |
| Xemeneia Fàbrica Clement Marot                                         | BCIL 2003    | XX Inici                           | Mataró C. Prat de la Riba, 84                                     | 41° 32′ 39″ N, 2° 27′ 08″ E / 41.544104°N,2.452167°E | IPA-39823     | Xemeneia Fàbrica Clement Marot (Mataró) · Vegeu més fotos d'aquest monument · Carregueu una nova foto d'aquest monument                  |
| Masoveria de Can Bartra                                                | BCIL 2003    | Modernisme XIX                     | Mataró C. Puig i Cadafalch, 48                                    | 41° 32′ 26″ N, 2° 25′ 58″ E / 41.540601°N,2.432877°E | IPA-39824     | Masoveria de Can Bartra (Mataró) · Vegeu més fotos d'aquest monument · Carregueu una nova foto d'aquest monument                         |
| Can Rosselló                                                           | BCIL 2003    | XX                                 | Mataró Urb. Sant Salvador, 12                                     |                                                      | IPA-39825     | Carregueu una nova foto d'aquest monument                                                                                                |
| Can Nogueras                                                           | BCIL 2003    | Moviment modern XX Mitjan          | Mataró Urbanització Sant Salvador, 10                             | 41° 32′ 28″ N, 2° 25′ 55″ E / 41.541123°N,2.431859°E | IPA-39826     | Can Nogueras (Mataró) · Vegeu més fotos d'aquest monument · Carregueu una nova foto d'aquest monument                                    |
| Can Fité                                                               | BCIL 2003    | Noucentisme XX Inici               | Mataró La Riera, 108                                              | 41° 32′ 30″ N, 2° 26′ 38″ E / 41.541786°N,2.443932°E | IPA-39849     | Can Fité (Mataró) · Vegeu més fotos d'aquest monument · Carregueu una nova foto d'aquest monument                                        |
| Cafè Nou                                                               | BCIL 2003    | Racionalisme XX Mitjan             | Mataró La Riera, 119                                              | 41° 32′ 31″ N, 2° 26′ 36″ E / 41.542053°N,2.443438°E | IPA-39850     | Cafè Nou (Mataró) · Vegeu més fotos d'aquest monument · Carregueu una nova foto d'aquest monument                                        |
| Habitatge a la Riera, 135                                              | BCIL 2003    | Noucentisme XX Mitjan              | Mataró La Riera, 135                                              | 41° 32′ 33″ N, 2° 26′ 35″ E / 41.542462°N,2.443189°E | IPA-39851     | Habitatge a la Riera, 135 (Mataró) · Vegeu més fotos d'aquest monument · Carregueu una nova foto d'aquest monument                       |
| Cases al carrer del Sac                                                | BCIL 2003    | XIX Final                          | Mataró C. del Sac                                                 | 41° 32′ 17″ N, 2° 27′ 02″ E / 41.538057°N,2.450660°E | IPA-39852     | Cases al carrer del Sac (Mataró) · Vegeu més fotos d'aquest monument · Carregueu una nova foto d'aquest monument                         |
| Ca n'Arch                                                              |              | Historicisme XIX                   | Mataró C. Sant Benet, 72                                          | 41° 32′ 17″ N, 2° 26′ 20″ E / 41.538036°N,2.438770°E | IPA-39871     | Ca n'Arch (Mataró) · Vegeu més fotos d'aquest monument · Carregueu una nova foto d'aquest monument                                       |
| Can Bofarull                                                           | BCIL 2003    | XVIII                              | Mataró Veïnat de Cirera                                           | 41° 33′ 35″ N, 2° 25′ 52″ E / 41.559682°N,2.430978°E | IPA-39903     | Can Bofarull (Mataró) · Vegeu més fotos d'aquest monument · Carregueu una nova foto d'aquest monument                                    |
| Ca l'Oliva                                                             | BCIL 2003    | XVIII                              | Mataró Veïnat de Cirera, 19                                       | 41° 33′ 35″ N, 2° 25′ 51″ E / 41.559665°N,2.430938°E | IPA-39904     | Ca l'Oliva (Mataró) · Vegeu més fotos d'aquest monument · Carregueu una nova foto d'aquest monument                                      |
| Can Gol                                                                | BCIL 2003    | Obra popular XVI                   | Mataró Veïnat de Mata                                             | 41° 33′ 57″ N, 2° 27′ 44″ E / 41.565904°N,2.462295°E | IPA-39908     | Can Gol (Mataró) · Modifica el valor a Wikidata · Carregueu una nova foto d'aquest monument                                              |
| Can Volart                                                             | BCIL 2003    | XVIII Final                        | Mataró Veïnat de Mata                                             | 41° 34′ 00″ N, 2° 27′ 43″ E / 41.566542°N,2.461906°E | IPA-39910     | Can Volart (Mataró) · Modifica el valor a Wikidata · Carregueu una nova foto d'aquest monument                                           |
| Can Mercer, Ca l'Errà                                                  | BCIL 2003    | Obra popular XVI                   | Mataró Veïnat de Mata                                             | 41° 33′ 05″ N, 2° 28′ 26″ E / 41.551452°N,2.473920°E | IPA-39911     | Can Mercer (Mataró) · Modifica el valor a Wikidata · Carregueu una nova foto d'aquest monument                                           |
| Can Melgà                                                              | BCIL 2003    | Historicisme XIX Final             | Mataró Autovia Mataró-Granollers - camí del Mig                   | 41° 31′ 57″ N, 2° 25′ 24″ E / 41.532370°N,2.423236°E | IPA-39913     | Can Melgà (Mataró) · Vegeu més fotos d'aquest monument · Carregueu una nova foto d'aquest monument                                       |
| Can Cabot Vell                                                         | BCIL 2003    | Obra popular                       | Mataró Veïnat de Valldeix                                         | 41° 34′ 36″ N, 2° 26′ 53″ E / 41.576551°N,2.447944°E | IPA-39914     | Carregueu una nova foto d'aquest monument                                                                                                |
| Finestres gòtiques Can Cantallops, Can Lladó                           | BCIL 2003    | XIX                                | Mataró Veïnat de Valldeix                                         | 41° 34′ 00″ N, 2° 26′ 20″ E / 41.566603°N,2.438787°E | IPA-39915     | Finestres gòtiques Can Cantallops (Mataró) · Vegeu més fotos d'aquest monument · Carregueu una nova foto d'aquest monument               |
| Can Diviu, Can Daviu                                                   | BCIL 2003    | Obra popular XVII                  | Mataró Veïnat de Valldeix                                         | 41° 33′ 56″ N, 2° 26′ 36″ E / 41.565472°N,2.443253°E | IPA-39916     | Can Diviu (Mataró) · Vegeu més fotos d'aquest monument · Carregueu una nova foto d'aquest monument                                       |
| Ca l'Iborra                                                            | BCIL 2003    | Noucentisme XX Inici               | Mataró Veïnat de Valldeix                                         | 41° 33′ 58″ N, 2° 26′ 20″ E / 41.566157°N,2.438839°E | IPA-39918     | Ca l'Iborra (Mataró) · Vegeu més fotos d'aquest monument · Carregueu una nova foto d'aquest monument                                     |
| Font de l'Aulet o de Ca la Laia                                        | BCIL 2003    |                                    | Mataró Prop de Ca la Laia                                         | 41° 34′ 04″ N, 2° 26′ 17″ E / 41.567806°N,2.438051°E | IPA-39922     | Carregueu una nova foto d'aquest monument                                                                                                |
| Font de la Cornisa                                                     | BCIL 2003    |                                    | Mataró Prop de Can Bruguera                                       | 41° 34′ 40″ N, 2° 26′ 13″ E / 41.577821°N,2.436873°E | IPA-39923     | Font de la Cornisa (Mataró) · Vegeu més fotos d'aquest monument · Carregueu una nova foto d'aquest monument                              |
| Font dels Lladres                                                      | BCIL 2003    |                                    | Mataró Paratge Cul del Món, prop de Can Gener                     | 41° 34′ 18″ N, 2° 25′ 58″ E / 41.571740°N,2.432685°E | IPA-39924     | Carregueu una nova foto d'aquest monument                                                                                                |
| Font del Pericó                                                        | BCIL 2003    |                                    | Mataró Prop de Can Català                                         | 41° 33′ 32″ N, 2° 26′ 47″ E / 41.558952°N,2.446325°E | IPA-39926     | Font del Pericó (Mataró) · Vegeu més fotos d'aquest monument · Carregueu una nova foto d'aquest monument                                 |
| Font de la Salamàndria                                                 | BCIL 2003    |                                    | Mataró La Sureda d'en Llauder, prop de Can Pericó dels Ocells     | 41° 34′ 16″ N, 2° 27′ 18″ E / 41.571175°N,2.454976°E | IPA-39928     | Font de la Salamàndria (Mataró) · Vegeu més fotos d'aquest monument · Carregueu una nova foto d'aquest monument                          |
| Font dels Tres Raigs o dels Tres Brocs                                 | BCIL 2003    |                                    | Mataró Prop de Can Costa                                          | 41° 34′ 08″ N, 2° 25′ 53″ E / 41.568760°N,2.431428°E | IPA-39929     | Font dels Tres Raigs (Mataró) · Vegeu més fotos d'aquest monument · Carregueu una nova foto d'aquest monument                            |
| Búnquers de la platja                                                  | BCIL 2013    | Obra popular XX                    | Mataró De la platja del Varador fins al torrent de Vallgiró       | 41° 32′ 37″ N, 2° 27′ 48″ E / 41.54363°N,2.46336°E   | IPA-42213     | Búnquers de la platja (Mataró) · Vegeu més fotos d'aquest monument · Carregueu una nova foto d'aquest monument                           |
| Aqüeducte de les Cinc Sénies                                           | BCIL 2013    | Obra popular XVII-XVIII            | Mataró Camí de les Cinc Sénies                                    | 41° 33′ 01″ N, 2° 27′ 38″ E / 41.550359°N,2.460627°E | IPA-42214     | Aqüeducte de les Cinc Sénies (Mataró) · Vegeu més fotos d'aquest monument · Carregueu una nova foto d'aquest monument                    |